# New World Point
Der New World Point (englisch; polnisch Przylądek Nowy Świat ‚Neue-Welt-Kap‘) ist eine felsige und gegabelte Landspitze auf der Ostseite von Nelson Island im Archipel der Südlichen Shetlandinseln. Sie liegt zwischen dem O’Cain Point und dem Duthoit Point.
Polnische Wissenschaftler benannten sie 1984.